# The Definitive Collection
The Definitive Collection je dvostruka kompilacija hitova švedskog sastava ABBA. Prvi CD sadrži singlove iz vremena od 1972. do 1979., a drugi od 1979. do 1982., i to kronološkim slijedom.

## Popis pjesama
- CD 1

1. "People Need Love" – 2:45
2. "He is Your Brother"  – 3:18
3. "Ring Ring" – 3:04
4. "Love Isn't Easy" – 2:53
5. "Waterloo" – 2:47
6. "Honey, Honey" – 2:55
7. "So Long" – 3:05
8. "I Do, I Do, I Do, I Do, I Do" – 3:16
9. "SOS" – 3:20
10. "Mamma Mia" – 3:32
11. "Fernando" – 4:14
12. "Dancing Queen" – 3:51
13. "Money, Money, Money"  – 3:05
14. "Knowing Me, Knowing You" – 4:01
15. "The Name of the Game" – 4:52
16. "Take a Chance on Me"  – 4:05
17. "Eagle"  – 4:27
18. "Summer Night City"  – 3:35
19. "Chiquitita"  – 5:24
20. "Does Your Mother Know"  – 3:13

- CD 2

1. "Voulez-Vous" – 5:08
2. "Angeleyes" – 4:19
3. "Gimme! Gimme! Gimme! (A Man After Midnight)" – 4:50
4. "I Have a Dream" – 4:42
5. "The Winner Takes It All" – 4:56
6. "Super Trouper" – 4:13
7. "On and On and On" – 3:42
8. "Lay All Your Love on Me"  – 4:34
9. "One of Us" – 3:56
10. "When All Is Said and Done" – 3:17
11. "Head over Heels" – 3:47
12. "The Visitors" – 5:46
13. "The Day Before You Came" – 5:51
14. "Under Attack"  – 3:47
15. "Thank You For The Music" – 3:51
16. "Ring Ring" – 3:10 (remiks, bonus pjesma)
17. "Voulez-Vous" – 6:07 (remiks, bonus pjesma)